# Iglesia de San Pablo (Málaga)
La iglesia de San Pablo es un templo cristiano católico del barrio de la Trinidad de Málaga. Es una obra del arquitecto Gerónimo Cuervo, construida entre 1874 y 1891.
Es la sede canónica de la Hermandad de la Salud, la Cofradía de Jesús Cautivo (popularmente conocido como el Señor de Málaga, por la gran devoción de todos los malagueños y en especial los vecinos —tanto antiguos como actuales— del barrio de la Trinidad) y la Hermandad del Santo Traslado, que realizan sus salidas procesionales en Semana Santa.

## Historia
La historia de la iglesia de San Pablo, corre paralela a la evolución urbanística de Málaga y más concretamente a la del barrio de la Trinidad, lugar de su asentamiento. Un barrio que surge en el siglo XVI, mediante una retícula lineal de traza arquitectónica y organizada a la sombra del camino de un campamento que se transforma en cuartel de la Trinidad. Sus terrenos contaban con fructíferas huertas, regadas permanentemente cuando el río de la ciudad recogía las aguas de la cuenca.
El origen concreto del templo es algo confuso según las distintas fuentes de información existentes. Su resurgir inicial queda unido al desarrollo evolutivo del barrio trinitario. No se concibe como un monumento eclesial de grandes dimensiones, sino como una ermita que va a desarrollar sus cultos y a iniciar la base del fervor y devoción de un barrio humilde.
El 29 de junio de 1648, bajo el pontificado de Alonso de la Cueva y Carrillo, el Cabildo Catedralicio decidió convertir la ermita en ayuda de la parroquia de los Santos Mártires, de la que dependerá durante siglos. De esta fecha datan las fundaciones de las cofradías del Santísimo Sacramento, Nuestra Señora de la Concepción, de San Antonio Abad y de la Santa Cruz y Rosario. El 2 de abril de 1726, se declara oficialmente dependiente de los Santos Mártires, pero no es proclamada parroquia hasta 1833 por el prelado Juan José Bonel y Orbe.
De estilo neogótico el estilo arquitectónico de la obra responde al diseño original de Jerónimo Cuervo tras el encargo efectuado en 1873 el por entonces párroco Francisco Vega Gutiérrez. Entre la demolición de la antigua iglesia en precarias condiciones tras el terremoto de 1775 y la finalización de la nueva transcurrieron dieciocho años, siendo bendecida con gran solemnidad por el prelado malacitano Marcelo Spínola y Maestre. La nueva edificación supuso un punto de referencia para la evolución del barrio en cuanto a su crecimiento urbanístico y desarrollo popular. Destaca por ser la obra más monumental del barrio y por su alta torre. El arquitecto eligió el estilo neogótico para basar su proyecto por ser éste el más identificativo del eclecticismo del siglo XIX en Málaga y sobre todo por ser el que más libertad de diseño permitía, concepto que defendía apasionadamente desde la perspectiva del artista que busca la perfección y la gloria de su creación.
La fachada principal del templo se compone de una portada ornamentada ojival flanqueada por columnas a cada lado y pilares con detalles en relieve que surgen del zócalo de piedra. El arquitecto empleó estilo gótico para el rosetón, cuyo hueco inicial fue más bajo y con la incorporación del coro hubo que tapar y desplazar. Estos datos han sido conocidos al rehabilitar la pared interna y descubrir el trazo del rosetón y posterior relleno de su hueco, en la intersección con el plano del coro. El portón es de madera de caoba tallada, se corona con cresterías y pináculos adosados a los paramentos que aparecen sobre unos arcos ojivales escalonados y culminados por una cruz de gran tamaño. A cada lado del portón, se observan unos ventanales con acabados en ojiva.
La fachada lateral está formada por cuatro ventanas circulares y dos puertas, una de entrada a la iglesia y la otra de acceso a la torre, posteriormente usada para acceder a la escuela y a la casa parroquial. La fachada norte contaba con viviendas adosadas que se eliminaron en 1955, para la ampliación de la casa parroquial y la creación de las escuelas de formación. La otra fachada lateral se encontraba con viviendas adosadas, las cuales con la nueva intervención integral del barrio trinitario se consideró dejar exento el paramento de la iglesia por lo que originariamente solo contaba con fachada del primer cuerpo lateral sobre una terraza flanqueada por puertas laterales.
La torre con una altura de cincuenta metros, está compuesta de tres cuerpos. Coronada por un entrevigado de madera en forma de pirámide cuadrangular, sobre la que se coloca la teja cerámica plana aplantillada, a sus paramentos se adosan pináculos cerámicos con decoración floral tipo flor de lis y en su punto más alto se sostiene una veleta y un pararrayos. Su conexión con la iglesia se hace por la girola, atravesando un espacio ampliado por haber cerrado al exterior el existente entre la torre y la iglesia. En el paramento interior de la torre y bajo sus encalados, cuenta con unos esgrafiados imitando a la sillería.
El interior del templo consta de tres naves separadas por pilares fasciculados y arcos apuntados. En las cubiertas se hallan bóvedas de crucería. Sobre el altar mayor existe una girola de forma poligonal. En la parte inferior nos encontramos con el coro, formado por una balaustrada de yesería.
En conclusión, el templo nació en el siglo XVII como ermita de ayuda a la Parroquia de los Santos Mártires y en 1833 fue declarada parroquia. En 1873, se derribó el edificio para construir el actual, que se inauguró el 24 de mayo de 1891.
Saqueada en los sucesos de mayo de 1931, prácticamente la totalidad de su patrimonio fue destruido y la cripta profanada, siendo restaurada posteriormente.
En los años 2004-2006, se llevó a cabo una labor de restauración en el interior y el exterior del templo, reponiendo la mayoría de los pináculos, que se encontraban partidos.

## Descripción
De estilo neogótico, su fachada principal se compone de una portada ornamentada ojival, flanqueada por columnas a cada lado. Su interior consta de tres naves con pilares fasciculados y con cubiertas de crucería. Su torre, de 50 metros de altura, termina en forma de pirámide cuadrangular, con adornos formando pináculos de cerámica con decoración floral.